# Moothakunnam
Moothakunnam es una ciudad censal situada en el distrito de Ernakulam en el estado de Kerala (India). Su población es de 27458 habitantes (2011). Se encuentra a 33 km de Cochín y a 41 km de Thrissur.

## Demografía
Según el censo de 2011 la población de Moothakunnam  era de 27458 habitantes, de los cuales 13279  eran hombres y 14179 eran mujeres. Moothakunnam tiene una tasa media de alfabetización del 96,99%, superior a la media estatal del 94%: la alfabetización masculina es del 98,18%, y la alfabetización femenina del 95,89%.